# Ђимиљано
Ђимиљано (итал. Gimigliano) је насеље у Италији у округу Катанцаро, региону Калабрија.
Према процени из 2011. у насељу је живело 2552 становника. Насеље се налази на надморској висини од 530 м.

## Становништво
| 1951. | 1961. | 1971. | 1981. | 1991. | 2001. | 2011. |
| ----- | ----- | ----- | ----- | ----- | ----- | ----- |
| 6.285 | 6.035 | 5.108 | 4.281 | 3.989 | 3.612 | 3.421 |